# Didsbury (Canada)
Didsbury is een plaats (town) in de Canadese provincie Alberta en telt 4275 inwoners (2006).